# Gabriel Lima de Oliveira
Gabriel Lima de Oliveira, más conocido como Lima, (São Paulo, 19 de agosto de 1987) es un jugador de fútbol sala italo-brasileño que juega de ala en el equipo italiano del Acqua e Sapone Calcio, después de haber dejado ElPozo Murcia. Es internacional con la Selección de fútbol sala de Italia.
Con la selección ganó la Eurocopa de fútbol sala de 2014 y fue nombrado mejor jugador del torneo.

## Clubes
- Aosta Futsal (2004-2007)
- Marca Futsal (2007-2008)
- TFL Arzignano (2008-2009)
- Asti Calcio (2009-2014)
- ElPozo Murcia (2014-2016)
- Acqua e Sapone Calcio (2016- )